# Lucie Lefebvre
Lucie Lefebvre (nascida em 1956) é uma artista canadiana.
O seu trabalho encontra-se incluído nas colecções do Musée national des beaux-arts du Québec e da Galeria Nacional do Canadá.